# Anaxágoras de Egina
Anaxágoras (en griego antiguo: Ἀναξαγόρας) de Egina, hijo de Praxágoras, fue un escultor que vivió alrededor del 480 a.  C., y creó la estatua de Zeus de bronce erigida en Olimpia por los Estados que se habían unido para repeler la invasión del rey aqueménida Jerjes I. Se supone que es la misma persona que el escultor mencionado en un epigrama de Anacreonte, pero no es el mismo que el escritor de pintura de escenas mencionado por Vitruvio. Diógenes Laercio lo menciona.